# Topyło
Topyło (ukr. Топило) – wieś na Ukrainie, w obwodzie kirowohradzkim, w rejonie kropywnyckim, w hromadzie Subotci. W 2001 liczyła 263 mieszkańców, spośród których 236 wskazało jako ojczysty język ukraiński, 12 rosyjski, 13 mołdawski, 1 białoruski, a 1 ormiański.